# Adolf Hirner
Adolf Hirner, född 3 maj 1965, är en österrikisk tidigare backhoppare och nuvarande backhoppstränare. Han representerade WSV Eisenerz. 

## Karriär
Adolf Hirner debuterade internationellt under nyårstävlingen i tysk-österrikiska backhopparveckan (som ingår i världscupen) i stora Olympiabacken i Garmisch-Partenkirchen i dåvarande Västtyskland 1 januari 1982. Han blev nummer 22 i sin första internationella tävling. Hirner slutade bland de tio bästa i avslutingstävlingen i backhopparveckan samma säsong i Paul-Ausserleitner-backen på hemmaplan i Bischofshofen 6 januari 1982. Han blev då nummer sju, 12,4 poäng från prispallen. Adolf Hirner var på prispallen en gång i karriären i en världscupdeltävling. Han blev nummer 3 i stora backen i Falun under Svenska skidspelen 6 mars 1984. Adolf Hirner var som bäst i världscupen säsongen 1983/1984 då han blev nummer 18 sammanlagt.
Efter världscupsäsongen 1987/1988 avslutade Adolf Hirner sin backhoppskarriär.

## Senare karriär
Efter avslutad aktiv idrottskarriär utbildade Hirner sig till backhoppstränare och arbetar nu som tränare i NAZ Eisenerz.